# パンディーア
パンディーア（古希: Πανδία, Pandia）は、ギリシア神話に登場する女神で、ゼウスと月の女神セレーネーの娘。日本語では長母音を省略してパンディアとも表記される。神々の間でその美しさが際立っていたと言われており、姉妹に露のエルセーとネメアがいる。